# موناربک سیتبک اولو
موناربک سیتبک اولو (قرقیزی: Мунарбек Сейитбек уулу؛ زادهٔ ۱ ژانویهٔ ۱۹۹۶) بوکسور اهل قرقیزستان است.
وی در مسابقات کشوری و بین‌المللی در مجموع برندهٔ ۱ مدال نقره، ۱ مدال برنز شده است.